# Boquitas Pintadas (álbum)
Boquitas Pintadas es el álbum debut del grupo Boquitas Pintadas integrado por Raquenel Portillo (Mary Boquitas), Gloria Trevi, Pilar Romero, Mónica Murr y Claudia Rosas. Fue publicado en febrero de 1985 bajo el sello discográfico WEA y se convertiría en el único álbum de la banda.

## Antecedentes y producción
Sergio Andrade, quien era productor musical de otras artistas de la época como Yuri o Crystal, conformó el grupo Boquitas Pintadas con cinco estudiantes de su escuela de canto: Mary, Pilar, Mónica, Claudia y Gloria. Además de entrenamiento vocal y solfeo, Andrade les habría enseñado a tocar los instrumentos musicales, como piano, guitarra, bajo y percusiones.
El disco se grabó en 1984 bajo la producción de Andrade, quien además compuso algunos de los temas. El resto de las canciones fueron compuestas por Pilar, Mónica y Gloria, integrantes de la banda, así como un tema de la autoría de Felipe del Mar.
El nombre del grupo (y por ende del disco) es una referencia a la novela Boquitas Pintadas, del escritor argentino Manuel Puig, libro que hablaba sobre el sexo y la prostitución, haciendo una pequeña burla el nombre de "Boquitas Pintadas".

## Promoción
La banda debutó en televisión en el programa mexicano Siempre en Domingo, donde interpretaron completamente en vivo los temas «No Puedo Olvidarlo», «Quiero Volver a Ti» y «Se Hace Noche».
Tras el lanzamiento de dos sencillos, la banda se desintegró. Años más tarde, Gloria se lanzaría como solista bajo el nombre de Gloria Trevi con su álbum debut ...¿Qué Hago Aquí? publicado en 1989, y eventualmente Mary Boquitas lo haría también con su disco homónimo en 1995.

## Lista de canciones
| Boquitas Pintadas |                            |                  |          |  |
| N.º               | Título                     | Escritor(es)     | Duración |  |
| 1.                | «Estos Días (No Volverán)» | Sergio Andrade   | 3:00     |  |
| 2.                | «En El Amor Todo Se Vale»  | Andrade          | 3:55     |  |
| 3.                | «No Puedo Olvidarlo»       | Andrade          | 3:09     |  |
| 4.                | «Quiero Volver A Ti»       | Pilar Ramírez    | 2:33     |  |
| 5.                | «Es Culpa De Él»           | Mónica Rodríguez | 2:49     |  |
| 6.                | «Espejos»                  | Andrade          | 3:50     |  |
| 7.                | «Amor Cavernícola»         | Gloria Trevi     | 2:36     |  |
| 8.                | «Amigo»                    | Ramírez          | 3:00     |  |
| 9.                | «Se Hace Noche»            | Gloria Trevi     | 3:15     |  |
| 10.               | «Convénceme»               | Felipe del Mar   | 2:46     |  |